# Na tropie kondora
Na tropie kondora (wł. Sulle tracce del condor) – włosko-argentyński film akcji z 1990 roku w reżyserii Sergia Martino. Zdjęcia kręcono m.in. w Buenos Aires.

## Fabuła
Grupa ludzi jest gotowa zrobić wszystko, by dotrzeć do skarbu ukrytego w górach Ameryki Południowej. Znajduje się on w kręgu zainteresowań Amerykanina Marka Lestera i jego przyjaciela Steve'a Robertsa.

## Obsada
- Daniel Greene − Mark Lester
- Brent Huff − Steve Roberts
- Charles Napier[1] − Dennis
- Christine Leigh − Anne